# Szívszilánk
A Szívszilánk Barbee magyar énekesnő második albuma. Az albumon már 2010-ben elkezdtek dolgozni, majd egy évvel később megjelent.

## Az album dalai
1. Míg a szívünk dobog
2. Kapj el
3. Forog a föld
4. Szívszilánk
5. Taníts repülni
6. Érezni fáj
7. Kapj el 2 (Tran D. A. Mix)
8. Stáb 3 - Mekkora show
9. Viva Comet All Stars 2011 - Ha zene szól
10. Míg a szívünk dobog (RMX)